# Latte+ (singolo)
Latte+ è un singolo del cantante italiano Achille Lauro, pubblicato il 16 luglio 2021 come terzo estratto dal sesto album in studio Lauro.

## Video musicale
Il video, diretto dallo stesso artista, è stato pubblicato l'11 luglio 2021 attraverso il suo canale YouTube. Il video, pubblicato nel giorno del compleanno di Lauro, contiene esclusivamente immagini documentaristiche ed è un omaggio ad Arancia meccanica, film cult diretto da Stanley Kubrick.